# Diciembre: Un pueblo en invierno (Bassano)
Diciembre: un pueblo en invierno con personajes que degüellan a un cerdo y otros junto a la hoguera del cuarto de humo; a lo lejos, montañas cubiertas por nieve es un cuadro del artista veneciano Leandro Bassano que data de 1610. Es un óleo sobre lienzo de 92.1 x 129.8.

## Análisis de la obra
La pintura muestra la época de la matanza del cerdo en el mes de diciembre debido a que por las bajas temperaturas es el momento en el que se puede curar la carne con sal para conservarla para el resto del año, aunque hay partes del cerdo como las vi eras que debían consumirse con rapidez, pues estas no se podían conservar durante mucho tiempo.
Pese a las distintas actividades que se pueden observar se están llevando a cabo, la vista se dirige hacia la mujer vestida en enaguas rosadas, retratada con un marcado escorzo, realiza la labor de degollar al cerdo para encutirlo; a su lado se encuentra un niño. El corte preciso en el cuello o en la cabeza permitía extraer la sangre del animal para la elaboración de morcilla, pues cada parte del cerdo se aprovechaba.
Detrás, el hombre de azul, ha extraído las vísceras, entresijos, asaduras o achuras, entrañas, las cuales lleva en un platón. La canal era colgada con una cuerda para ser cortada en dos partes. Otra mujer del lado izquierdo, desde el punto de vista del espectador, mezcla la grasa que servirá tanto para freír como para untarse en el cuerpo, al tiempo que un gato observa atento los movimientos de la mujer. Abajo, las criadillas y casquería. En el tercer plano, se puede observar un cuarto de humo permitía el ahumado de la carne.
El hombre de la derecha hace chorizos, pues en la mesa se pueden observar las tripas que serán rellenadas. La afilada hoja del charcutero se alista para picar la carne grasa, salarla y condimentarla. Las montañas nevadas al fondo del cuadro subrayan el tiempo de la escena: el mes de diciembre.

## Trasfondo del cuadro
El cuadro se realizó en el contexto de las persecuciones y aislamiento en güetos de los judíos, a los cuales, de forma despectiva se les llamaba "marranos", debido a que no comían carne de cerdo, siendo ídentificados por ellos.